# Pulsar (Seiko)
Pulsar és una marca de rellotges i actualment una divisió de Seiko Watch Corporation of America (SCA). Pulsar va ser el primer rellotge digital electrònic del món. Avui els rellotges Pulsar són majoritàriament analògics i utilitzen els mateixos moviments a Seikos com el moviment cronògraf de quars 7T62.

## Primer rellotge LED del món

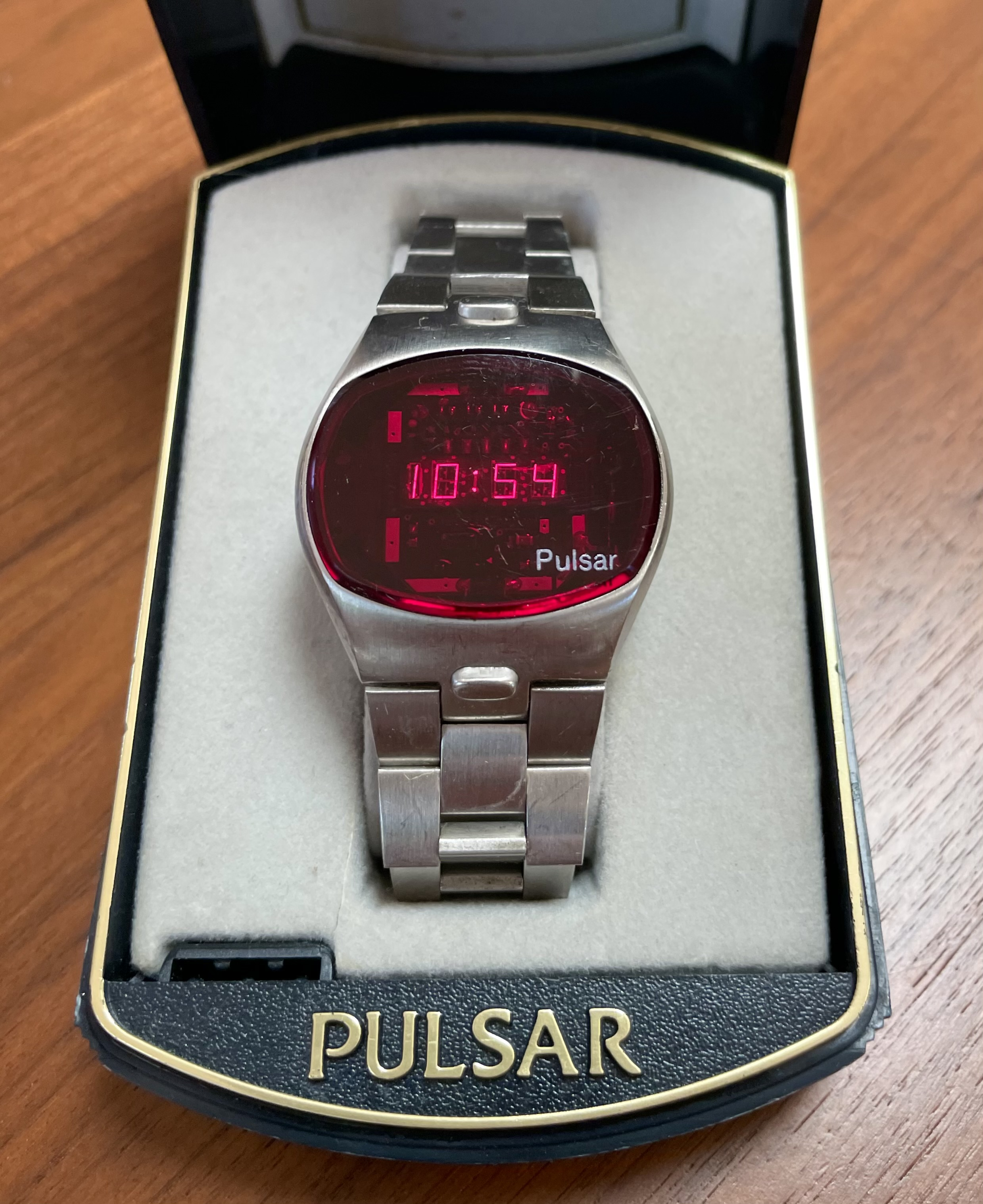
Time LED Pulsar, 1976

El 1970, Pulsar era una marca de l'American Hamilton Watch Company que va anunciar per primera vegada que fabricava i portava el rellotge LED al mercat. Va ser desenvolupat conjuntament per les companyies nord-americanes Hamilton i Electro/Data Inc. A la primavera de 1972, Hamilton Watch (l'empresa matriu, no la Hamilton Watch Division) va comercialitzar el primer rellotge Pulsar. Amb una caixa d'or de 18 quirats, el primer rellotge digital totalment electrònic del món també va ser el primer en utilitzar una pantalla digital creada amb díodes emissors de llum (LED). Era precís "prémer/pulsar" un botó per mostrar l'hora. El primer Pulsar es va vendre inicialment per 2.100 dòlars (13,400 dòlars en dòlars del 2020). L'octubre de 1972, el segment de Potpourri del número de Playboy va esmentar el primer Pulsar, incloent una foto. El 1975, es va llançar un Púlsar digital amb una calculadora integrada. El 1978, Seiko Corporation va adquirir la marca Pulsar, que és en el nivell mitjà de la seva gamma de productes. El març de 2020, Seiko va aturar la distribució de Pulsar al Regne Unit.

## Galeria

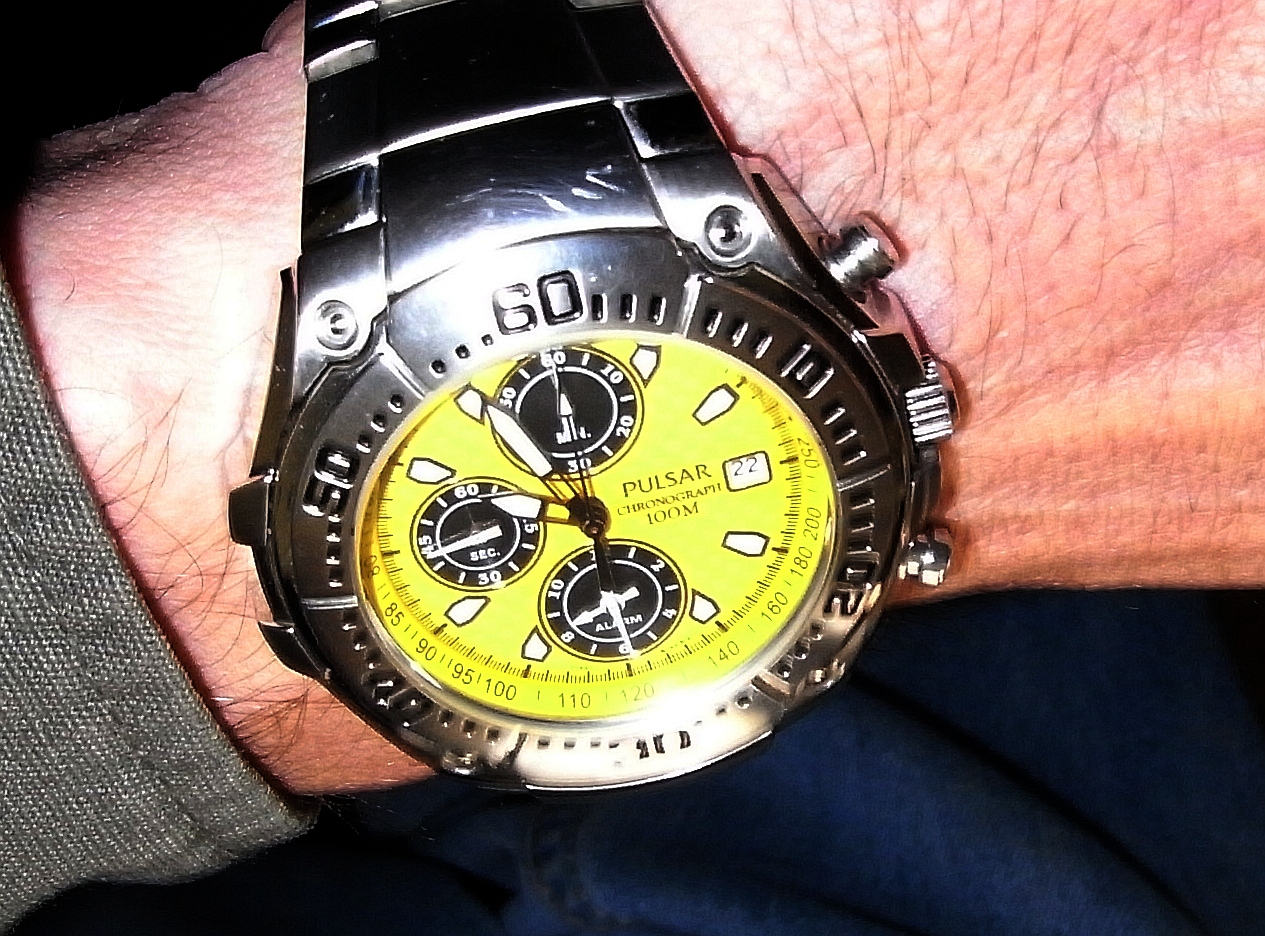
Cronògraf de quars Pulsar
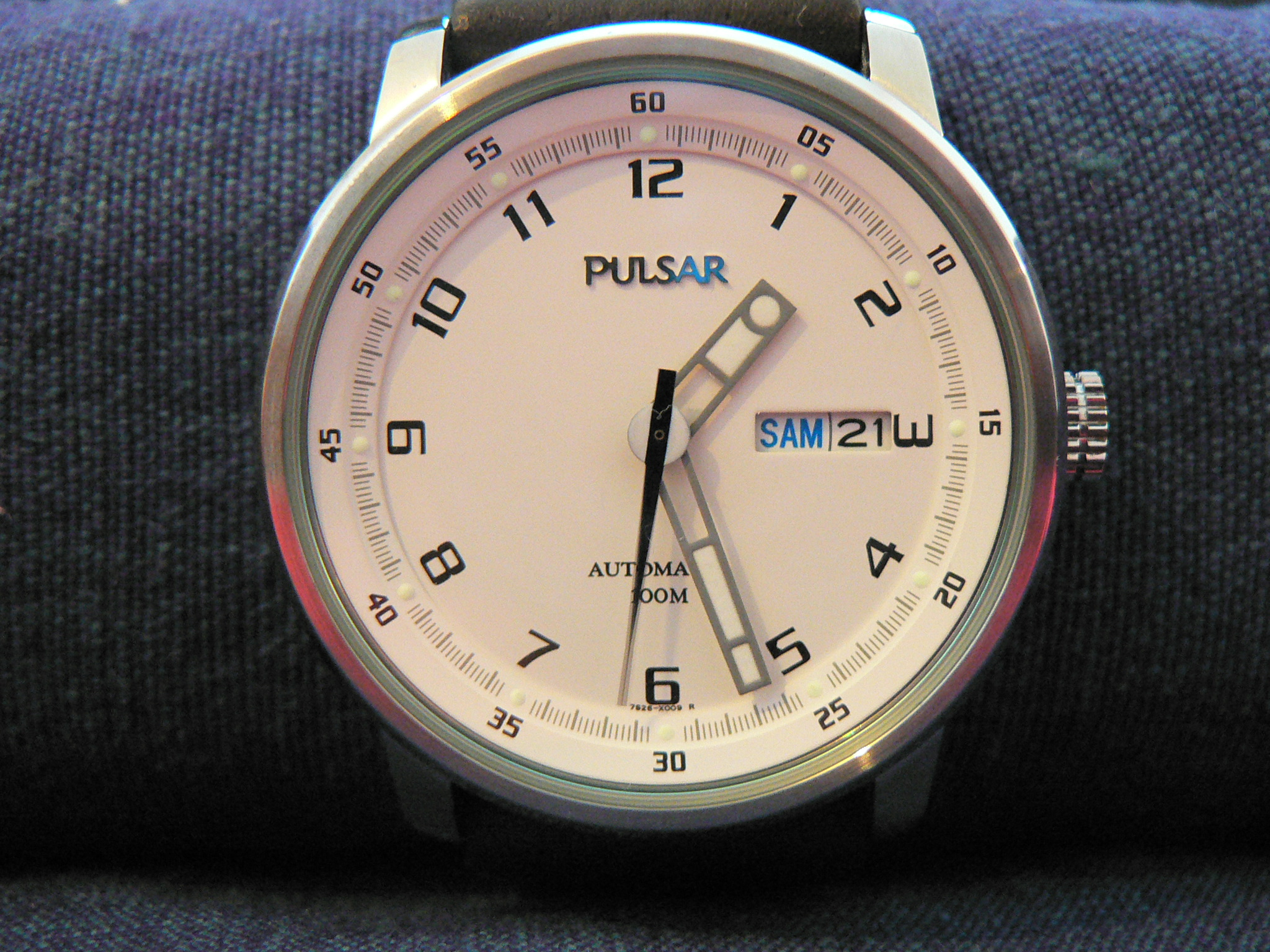
Un modern rellotge analògic